# I²S
Magistrala I²S (ang. Inter-IC Sound) – magistrala zaprojektowana w 1986 roku przez firmę Philips do przesyłania dźwięku w formie cyfrowej.

## Standard elektryczny połączeń dla I²S
W standardowej konfiguracji, do przesyłu informacji za pomocą magistrali I²S wymagane są tylko trzy linie:
- zegarowa SCK,
- aktywnego kanału audio LRCK,
- danych SDATA.

W niektórych zastosowaniach można użyć czwartej linii „MCLK” w przypadku gdy potrzeba dostarczyć zewnętrznego sygnału zegarowego. Wartość sygnału zegarowego SCK dla 16-bitowych danych próbkowanych 44,1 kHz wynosi 1,4112 MHz. Częstotliwość MCLK przyjmowana jako 256 krotność linii LRCK.

## Format transmisji I²S
Formatem używanym przy transmisji jest PCM. Jako pierwszy przesyłany jest najbardziej znaczący bit. Standard opracowano tylko do transmisji dźwięku stereo. Sygnał kanału lewego odpowiada stanowi niskiemu na linii LRCK.